# Mammillaria pottsii
Mammillaria pottsii ist eine Pflanzenart aus der Gattung Mammillaria in der Familie der Kakteengewächse (Cactaceae). Das Artepitheton pottsii ehrt John Potts den Direktor der Münze in Chihuahua, der die Art entdeckte.

## Beschreibung
Mammillaria pottsii wächst von der Basis her oder entlang der Triebe verzweigend. Die zylindrischen, blaugrünen Triebe werden bis zu 20 Zentimeter hoch und 2,5 bis 3 Zentimeter im Durchmesser groß. Die konisch geformten  Warzen haben keinen Milchsaft. Die Axillen sind etwas wollig. Die steif, basal verdickten meist 7 Mitteldornen sind ausgebreitet gebogen und braun bis bläulich-schwarz gefärbt. Sie werden 0,4 bis 1,2 Zentimeter lang. Der oberste ist kräftig gebogen bis abstehend. Die 30 bis 45 Randdornen sind ineinandergreifend, weiß, gerade und 0,3 bis 0,5 Zentimeter lang.
Die sich nicht weit öffnenden Blüten sind bräunlich rot. Sie sind 1 bis 1,5 Zentimeter lang und ebenso im Durchmesser groß. Die roten  Früchte enthalten schwarz bis schwärzlich braune Samen.

## Verbreitung, Systematik und Gefährdung
Mammillaria pottsii ist im US-Bundesstaat Texas und in den  mexikanischen Bundesstaaten Chihuahua, Coahuila, Durango,  Nuevo León, San Luis Potosí und Zacatecas verbreitet.
Die Erstbeschreibung erfolgte 1850 durch Frederick Scheer in Joseph zu Salm-Reifferscheidt-Dycks Cacteae in horto Dyckensi cultae anno 1849. Nomenklatorische Synonyme sind Cactus pottsii (Scheer) Kuntze (1891), Coryphantha pottsii (Scheer) Orcutt (1922), Neomammillaria pottsii (Scheer) Britton & Rose (1923), Chilita pottsii (Scheer) Orcutt (1926) und Krainzia pottsii (Scheer) Doweld (2000).
In der Roten Liste gefährdeter Arten der IUCN wird die Art als „Least Concern (LC)“, d. h. als nicht gefährdet geführt.

## Nachweise